# Pürstendorf
Pürstendorf ist eine Ortschaft und eine Katastralgemeinde der Marktgemeinde Ladendorf im Bezirk Mistelbach in Niederösterreich. Die Ortschaft hat 80 Einwohner (Stand 1. Jänner 2024). Bis Ende 1970 war Pürstendorf eine eigenständige Gemeinde.

## Geografie
Das vom Taschlbach durchflossene, landwirtschaftlich geprägte Dorf wird von der Mistelbacher Straße erschlossen.

## Geschichte
Franz Xaver Schweickhardt beschrieb das Dorf mit mittelmäßig bestifteten Bauern, die hauptsächlich Getreide anbauten und Viehwirtschaft betrieben. Der Ortsname bezieht sich möglicherweise auf Marguard von Pürstendorf, der im 12. Jahrhundert mehrmals als Zeuge aufschien. Laut Adressbuch von Österreich waren im Jahr 1938 in der Ortsgemeinde Pürstendorf ein Gemischtwarenhändler mit Gastwirtschaft, eine Milchgenossenschaft, ein Schmied, ein Schuster und zahlreiche Landwirte ansässig.
Mit 1. Jänner 1971 wurden im Rahmen der Niederösterreichischen Kommunalstrukturverbesserung die bis dahin selbständigen Gemeinden Eggersdorf, Grafensulz, Herrnleis und Pürstendorf nach Ladendorf eingemeindet.